# Степаньково (Нижегородская область)
Степа́ньково — деревня в Павловском районе Нижегородской области. Входит в состав городского поселения рабочий посёлок Тумботино.

## География
Расположена в лесистой местности на первой надпойменной террасе реки Оки.
Соединена асфальтовой дорогой с посёлком Тумботино и имеет с ним автобусное сообщение. Недалеко от деревни располагается база отдыха «Красный Курган» (бывший детский оздоровительный лагерь).
К северу от Степаньково находится нефтеперекачивающая станция «Степаньково» и посёлок при ней.

## История
В окладных книгах 1678 года деревня входила в состав Бабасовского прихода, в ней было 9 дворов крестьянских и 3 бобыльских.
В XIX — первой четверти XX века деревня входила в состав Степаньковской волости Гороховецкого уезда Владимирской губернии, с 1926 года — в составе Фоминской волости Муромского уезда. В 1859 году в деревне числилось 40 дворов, в 1905 году — 78 дворов, в 1926 году — 85 дворов.
С 1929 года деревня являлась центром Степаньковского сельсовета Павловского района Горьковского края, с 1931 года — в составе Щепачихинского сельсовета, с 1936 года — в составе Горьковской области, с 2009 года — в составе городского поселения рабочий посёлок Тумботино.

## Население
| 1859 | 1905 | 1926 | 2002 | 2010 |
| ---- | ---- | ---- | ---- | ---- |
| 263  | ↗427 | ↘416 | ↘284 | ↘226 |